# Thomson Head
Der Thomson Head ist eine steile und bis zu 915 m hohe Landspitze an der Fallières-Küste des Grahamlands im Norden der Antarktischen Halbinsel. Sie liegt auf der Ostseite des Bourgeois-Fjords zwischen dem Perutz- und dem Bader-Gletscher.
Erstmals vermessen wurde die Formation 1936 bei der British Graham Land Expedition (1934–1937) unter der Leitung des australischen Polarforschers John Rymill. Eine neuerliche Vermessung nahm der Falkland Islands Dependencies Survey zwischen 1948 und 1949 vor. Namensgeber ist William Harvie Thomson (1922–2012), Pilot auf der Station des Survey auf der Stonington-Insel im Jahr 1947.